# Avvocato

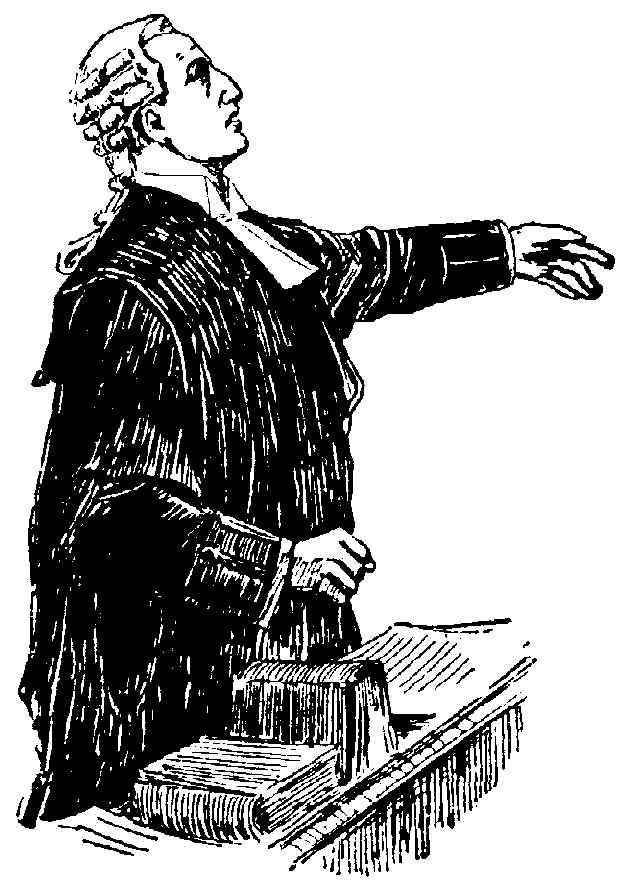
Avvocato inglese del XIX secolo, illustrazione del Nordisk familjebok

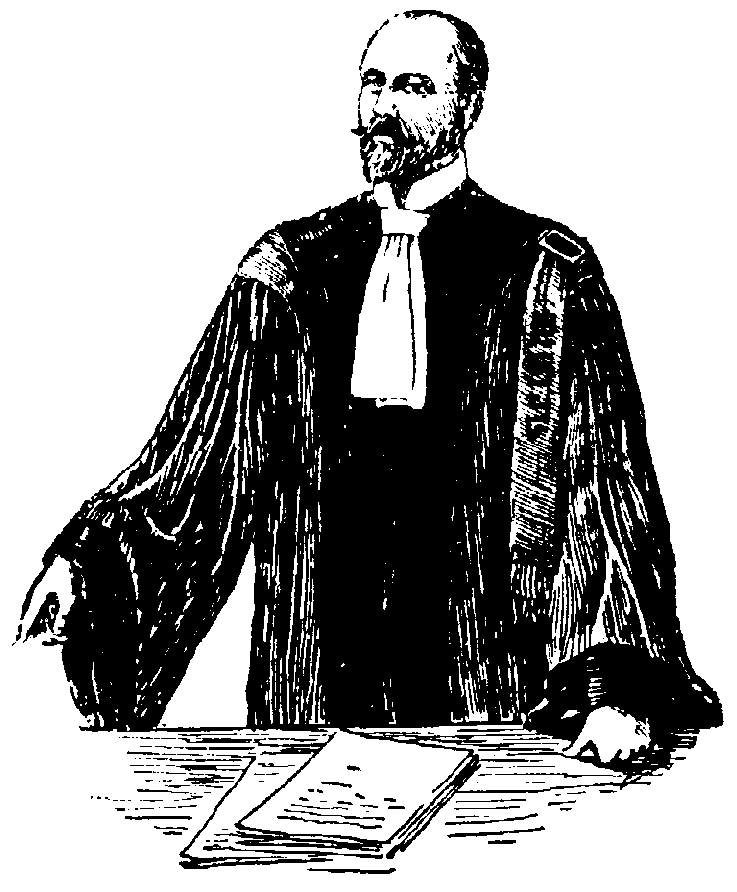
Avvocato francese del XIX secolo, illustrazione del Nordisk familjebok

Un avvocato è un professionista che presta assistenza e rappresentanza legale a favore di una parte in un processo e che, ove occorra, opera anche come consulente legale, per conto del suo cliente.
Il termine deriva dal latino advocatus, propriamente participio passato di advocare, "chiamare presso", nel latino imperiale "chiamare a propria difesa", e con uso assoluto "assumere un avvocato".

## Storia

### Antica Roma

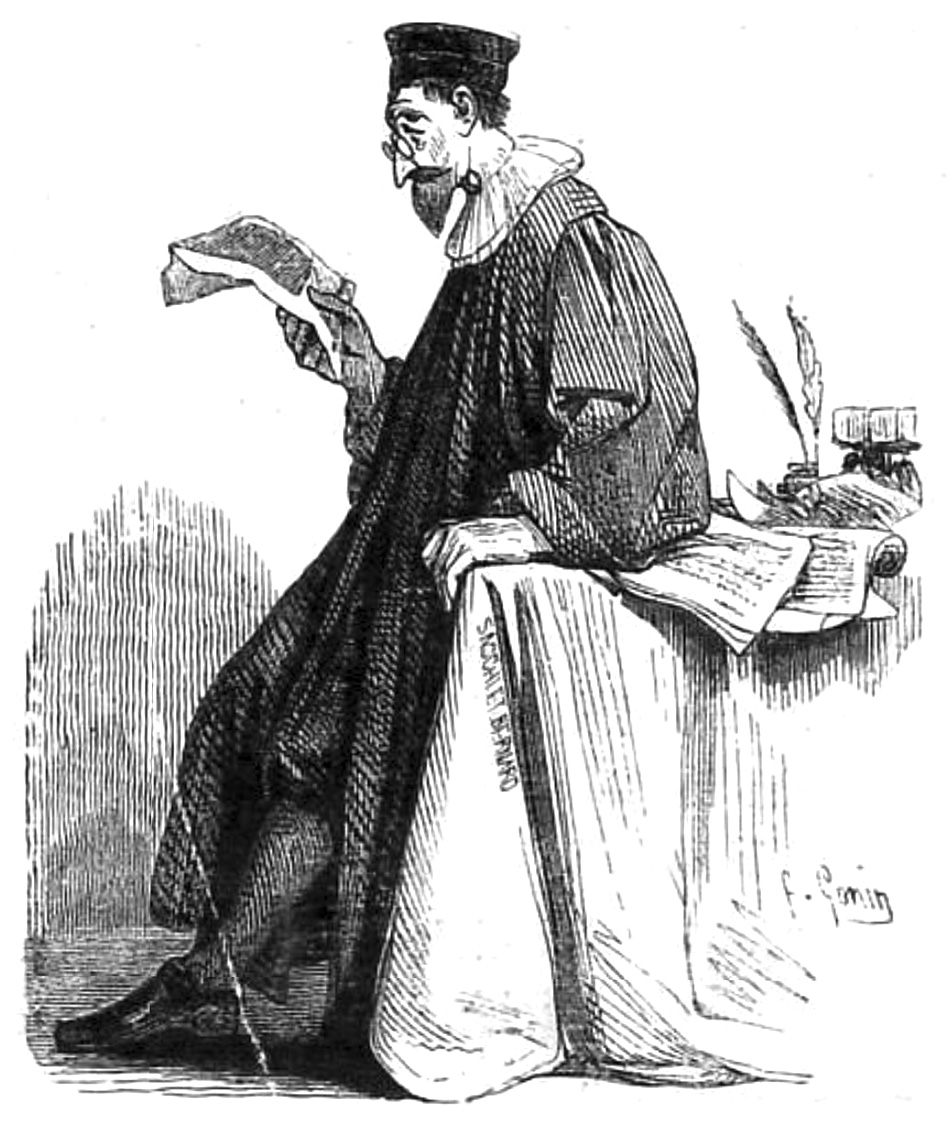
L'avvocato Azzecca-garbugli nell'illustrazione di Francesco Gonin a I promessi sposi di Manzoni

Nella storia del diritto romano la professione di avvocato era molto ambita per le implicazioni che aveva in campo politico e molti celebri personaggi, come Quinto Ortensio Ortalo e Marco Tullio Cicerone, si distinsero nelle aule dei tribunali.
La lex Cincia del 204 a.C. si occupò delle parcelle degli avvocati, stabilendo che nessun avvocato potesse ricevere doni prima di trattare una causa, probabilmente con lo scopo di evitare che il costo delle prestazioni forensi divenisse eccessivo per i ceti più poveri. Ai tempi di Augusto la lex Cincia de donis et muneribus fu confermata da un senatusconsultus e venne introdotta una sanzione - per l'avvocato - pari a quattro volte la somma ricevuta in dono. La legge fu modificata nuovamente sotto Claudio, introducendo l'autorizzazione - per l'avvocato - a ricevere 10.000 sesterzi; nel caso di superamento di tale somma, l'avvocato sarebbe potuto essere stato processato per concussione (repetundarum). Ai tempi di Traiano venne stabilito che tale somma poteva essere pagata solo alla fine della causa.
Oltre l'advocatus, i soggetti dell'ordine forense erano, secondo il diritto romano:
- il giureconsulto: Iuriconsultus (colui che è stato consultato in materia di diritto). Era l'esperto del diritto, cioè il giurista; non teneva le orazioni. Era il soggetto da cui si recavano le parti; il giurista diceva questa frase: "Narrami il fatto e ti darò il diritto" (Da mihi factum dabo tibi ius). Essi godevano di un diritto molto importante, lo Ius Publice Respondendi, cioè le soluzioni da loro date ai quesiti che venivano proposti erano considerate fonte di diritto. Ancora oggi con il termine "giureconsulti" o "giuristi" ci si riferisce agli esperti del diritto, ma il termine è passato a indicare precipuamente i professori universitari delle Facoltà universitarie di giurisprudenza. I più famosi nella Roma antica furono Paolo, Gaio, Modestino, Papiniano ed Eneo Domizio Ulpiano.
- l'oratore: era colui che parlava nel processo, ma era necessaria la presenza del cliens (cliente), il titolare del diritto, dato che l'oratore non godeva della rappresentanza processuale. Inoltre l'oratore assisteva il cliente e non lo rappresentava;
- il procuratore: è colui che agisce in nome e per conto di un soggetto, stipulando atti giuridici che vanno a incidere nella sfera giuridica di quel soggetto che gli ha conferito la procura. Questa è una definizione moderna, ma il procuratore era già presente anche a Roma;
- l'advocatus: generalmente amico influente dei politici o dei familiari del cliente che si trovavano intorno lui, potendo essere anche più di una persona contemporaneamente.

### Medioevo
Nel diritto barbarico, i capitolari di Carlo Magno e gli altri documenti che seguirono l'invasione, attestano che le funzioni di avvocato, continuarono a essere esercitate da molti d'origine gallica. Quelli che le svolgevano erano ad esempio chiamati advocati, tutores, actores, causidici, clamatores. Solo nel XIII secolo, con l'avvento di Luigi IX sul trono di Francia, la professione iniziò ad avere una certa disciplina giuridica. All'epoca, nonostante ci fossero avvocati presso tutti i tribunali, avvocati ufficiali, del parlamento, del prevosto di Parigi, della giustizia delle signorie, ecc. ancora oggi non sono certe le condizioni in base alle quali si potesse essere definito avvocato. Philippe de Rémi ci dice solo che il balivo aveva il diritto di escludere dal suo tribunale gli individui che vi si presentavano senza avere le caratteristiche richieste dall'esercizio dell'avvocatura. Di più, un'ordinanza di Filippo il Bello, del 23 aprile 1299, ci conferma nella convinzione con queste parole: ad patrocinandum excommunicatos non recepiatis.
Gli ecclesiastici furono dapprima i soli avvocati, ma i laici fecero loro ben presto una indubbia concorrenza e finì che molti di loro rinunciarono sempre di più a questa professione, fino al Concilio Lateranense III, che vietò ai preti di esercitare ogni funzione giudiziaria presso i tribunali laici.
Filippo il Bello creò in favore degli avvocati un ordine di cavalleria delle leggi, accordando loro tutti i diritti e tutte le distinzioni della cavalleria armata, sostituendo il titolo di maestro a quello di messere e monsignore. Un editto del 1299 difendeva il diritto di scegliere e vendere i libri degli avvocati. Diverse ordinanze di Luigi IX di Francia, Filippo III di Francia, Filippo IV di Francia, invitavano gli avvocati alla cortesia, alla veracità, al disinteresse e, alla loro nomina, essi giuravano di osservare queste prescrizioni. Nessun avvocato che si fosse interessato di un affare poteva mai abbandonarlo.
Un'ordinanza di Filippo l'Ardito, pubblicata a Parigi il 23 ottobre 1274, prescriveva agli avvocati di giurare sui santi evangeli, che non si sarebbero presi in carico che cause giuste, e che avrebbero subito abbandonato quelle che avessero scoperto essere malvagie e cattive, ordina inoltre che gli avvocati i quali non avessero prestato questo giuramento, fossero interdetti da ogni attività legata alla loro professione finché non l'avessero fatto. Gli onorari erano fissati da ordinanze e proporzionali all'importanza del processo e all'abilità dell'avvocato, ma non potevano in alcun modo superare la somma di trenta tornesi. In caso di contestazioni decideva il giudice.Gli avvocati avevano la barba rasa, la capigliatura lunga, che cadeva sulle spalle e sulla fronte. Parlavano coverto, ovvero in gergo stretto tra loro. Il loro modo di abbigliarsi non aveva nulla di particolare.
Quando a seguito di una disputa giudiziaria seguiva un duello, essi accompagnavano sul terreno scelto per la sfida i loro clienti e li aiutavano, sia dando loro consigli, sia unendosi a loro per duellare.
Philippe de Rémi, nel capitolo V del suo libro in cui tratta degli avvocati, ci dà numerose e interessanti notizie su di loro e c'informa, per esempio, che esistevano avvocati patrocinanti e avvocati che potevano solo dare consigli legali ai propri clienti. I primi, che sarebbero poi gli antichi avvocati, portavano una lunga sottana nera ricoperta da un mantello rosso scarlatto, foderato d'ermellino, rigonfio sui lati e trattenuto, sul petto da un grosso fermaglio o da una spilla. I secondi avevano sempre la sottana nera, ma vi portavano sopra un mantello bianco, tenevano i capelli tagliati corti e portavano un copricapo. Non erano soltanto nobili, formavano un ordine nel quale venivano scelti i membri dell'amministrazione giudiziaria e del parlamento. Si era ammessi al giuramento, dietro la presentazione di un membro anziano, dopo due esami, uno di capacità, l'altro di moralità, e nell'ordine dopo qualche anno di frequentazione delle udienze in qualità di uditore esterno.
Ciascun avvocato era posto sotto la sorveglianza dei suoi colleghi e dei giudici che avevano su di lui il diritto di rimostranza e che potevano anche decretarne l'espulsione. Gli onorari erano ancora fissi come in precedenza. Fu in questo secolo che gli avvocati misero in vigore, in Francia la legge salica. La professione era ormai regolamentata, ma ulteriori disposizioni legislative tendevano a perfezionarne la normativa. Nel 1490, sotto Carlo VIII, apparve la prima ordinanza conosciuta che esigeva dall'aspirante avvocato, cinque anni di studio presso un'università e il titolo di laurea in utroque iure (diritto civile e canonico). Nel XIV secolo erano raggruppati in consiliarii, proponentes, advocati novi.

### Età moderna e contemporanea

Abraham Lincoln fu un esempio di avvocato che decise di entrare in politica

La figura dell'avvocato è in età contemporanea disciplinata in modo diverso nei vari stati del mondo; la direttiva dell'Unione europea n. 98/5/CE del 16 febbraio 1998 ha introdotto la possibilità di costituire apposite società tra avvocati. In Italia, nel corso degli anni, si è determinata una grande inflazione nel numero di avvocati, a tal proposito Claudio Fancelli - presidente reggente della corte d'Appello di Roma - nel 2008 alla cerimonia di inaugurazione dell'anno giudiziario attribuì alle cause del malessere dell'amministrazione processuale italiana all'«abnorme numero di avvocati» presenti nella città di Roma. In quell'occasione Fancelli dichiarò:

## Caratteristiche della figura
In quasi tutti i paesi del mondo per poter esercitare la professione è necessario essere in possesso di un idoneo titolo di studio, nonché l'appartenenza obbligatoria a un dato ordine professionale, con obbligo di relativa iscrizione a un albo professionale: tuttavia la regolamentazione dell'iscrizione all'albo è diversa da Stato a Stato. L'ordine professionale di cui fa parte è generalmente definito "Ordine degli avvocati", comunemente anche ordine forense, in quanto ai tempi della Roma antica l'avvocatura era collocata nel Foro Romano. L'ordine forense è custode dell'albo professionale (l'albo degli avvocati) in cui devono essere iscritti, obbligatoriamente per essere autorizzati a esercitare la professione, gli avvocati.
L'avvocato in possesso dei requisiti richiesti dalla legge, svolge la funzione di rappresentare, assistere e difendere una parte in un processo in un tribunale, ma in generale è competente a fornire assistenza e consulenza legale anche al di fuori di un procedimento giudiziario, ed esercita la sua attività dietro pagamento di un compenso detto parcella. Molti ordinamenti giuridici, al fine di garantire l'esercizio del diritto alla difesa in un processo, prevedono la nomina di un avvocato quale difensore d'ufficio a favore di coloro che non abbiano nominato un difensore di fiducia. Molti ordinamenti garantiscono inoltre il patrocinio a spese dello stato per i non abbienti.

## Nel mondo
La disciplina della professione differisce nei vari Stati del mondo, diversi ordinamenti tuttavia prevedono inoltre la possibilità che la professione possa essere esercitata sia in forma individuale sia associata, con relativa iscrizione all'albo professionale anche delle società tra avvocati (delle quali possono far parte eventualmente anche collaboratori), fermo restando la validità del principio della responsabilità giuridica personale del professionista, anche tra quelli appartenenti all'Unione europea; quest'ultima nel 2025 ha promosso la Convenzione del Consiglio d’Europa per la protezione della professione forense.
In alcuni Stati il titolo di avvocato ha anche natura onorifica.

### Città del Vaticano
Occorre conseguire un diploma di laurea (detta licenza) in diritto canonico presso una delle Università pontificie. Occorre inoltre conseguire il dottorato in diritto canonico, al termine di un corso di cinque anni di studi, è abilitante alla difesa nei tribunale ecclesiastici locali di 1º e 2º grado, senza necessità di superare esami di abilitazione. È possibile diventare avvocato ecclesiastico anche senza dottorato in diritto canonico con una domanda al vescovo, dimostrando di essere veramente esperti (vere peritus) in diritto canonico.
Per questo corso di studi non ha alcun valore il possesso di una precedente laurea in giurisprudenza secondo l'ordinamento italiano, e neppure l'abilitazione conseguita come avvocato in Italia.

### Italia
Per poter ottenere il titolo di avvocato è necessario conseguire un diploma di laurea in "giurisprudenza", e svolgere un periodo di 18 mesi di tirocinio presso uno studio di altro avvocato; che è condizione necessaria per poter sostenere un esame per ottenere l'abilitazione all'esercizio della professione. L'avvocatura si divide in grandi branche: civilistica, penalistica e amministrativistica, a seconda della natura delle controversie e dei diritti oggetto delle stesse in un processo. L'Italia al 2015 era il 3º paese europeo con maggior concentrazione di avvocati con una media nazionale di 4 avvocati ogni mille abitanti; gli iscritti all'albo professionale erano 246.786, col 53% degli avvocati di sesso maschile, mentre il restante 47% femminile.

### Regno Unito
Nel Regno Unito l'esercizio della professione è riservato a due distinte categorie di soggetti: i barristers, che si occupano di patrocinare davanti ai tribunali, e i solicitors, che curano invece i rapporti coi clienti.
L'iscrizione all'albo professionale è necessaria solo per patrocinare avanti le Corti Superiori; l'avvocato britannico può inoltre delegare tutti gli altri compiti a persone di propria fiducia - generalmente aspiranti avvocati - che possono operare a suo nome e per suo conto.

### Romania
Per diventare avvocato in Romania - ai sensi della legge n. 51/1995 - dopo aver conseguito apposito diploma di laurea bisogna sostenere un periodo di praticantato biennale sotto la supervisione di un avvocato con almeno sei anni di anzianità al termine del quale bisognerà sostenere un esame di abilitazione per conseguire il titolo.

### Spagna
La professione è regolamentata dalla legge 30 ottobre 2006, n. 34 che rese obbligatoria la frequenza di un Master de Acceso a la Abogacía e di una prova attitudinale. Per l'iscrizione all'ordine forense è stato successivamente introdotto il superamento di apposito esame di abilitazione, precedentemente a coloro che avessero conseguito apposita laurea prima del 31 ottobre 2011, era consentita l'iscrizione immediata a un ordine.
La Spagna al 2015 era il paese europeo con più avvocati: se ne contano infatti 253.190. Al 2016 si registrava una concentrazione di 5,4 avvocati ogni mille abitanti, il 58,3% sono uomini e il restante 41,7% donne.

### Stati Uniti d'America
Negli USA per definire professionista si utilizza il termine lawyer che indica generalmente anche il titolare di uno studio legale, mentre con attorney at law si indica genericamente chi presenza e patrocini in giudizio avendone i requisiti di legge, come per esempio i praticanti.
La American bar association esercita un controllo sulla qualità della prestazione dei suoi iscritti, comparabile ai poteri disciplinari degli ordini professionali europei; tuttavia, una competenza in via interinale residua anche in capo al magistrato, che in casi eccezionali può infliggere sanzioni per la temerarietà della lite intrapresa con l'assistenza di un avvocato in vistosa malafede, come ad esempio accaduto a Rudolph Giuliani per aver avallato le contestazioni elettorali di Trump nel gennaio 2021, che il magistrato in quell'occasione ha dichiarato totalmente infondate.

### Ucraina
Per diventare avvocato in Ucraina è necessario essere in possesso del diploma di laurea in giurisprudenza, sostenere un periodo di praticantato della durata di 3 anni e superare un esame di abilitazione.